# 辺見えみり
辺見 えみり（へんみ えみり、1976年〈昭和51年〉12月16日 - ）は、日本のタレント、女優、元歌手。
東京都出身。太田プロダクション所属。父は俳優で歌手の西郷輝彦、母は歌手の辺見マリ。兄はミュージシャンの辺見鑑孝。異母妹はアイドルの今川宇宙。最初の夫はお笑い芸人の木村祐一、2度目の夫は俳優の松田賢二。

## 略歴
4歳からクラシックバレエを始め、松山バレエ団に所属しプロのバレリーナを目指していたが膝を壊して辞めることになり、渋谷の美容室で髪を切っていたところ、たまたま居た芸能プロダクション関係者からスカウトされ、14歳で芸能界入り。その流れで芸能プロダクションオフィスメイと契約を結ぶ。
1993年、ドラマ『いちご白書』でデビュー。その後、数々のバラエティ番組に出演。1995年10月よりレギュラー出演したバラエティ番組『スーパーJOCKEY』にて毒舌キャラでブレークする。いわゆるバラドルとしての人気を得る。
1995年12月7日放送の、『マジカル頭脳パワー!!』で、720点で初出場初優勝の快挙を成し遂げた。
1996年4月1日放送の、『スターどっきり（秘）報告』でゲスト出演した。寝起きドッキリのシーンではパジャマ姿で眠り、その後、ヒロミによって観察され起き上がり、元気な姿だった。
2001年3月31日放送の、『オールスター感謝祭'01春超豪華!クイズ決定版21世紀最初の特大号』でも、47問3:29.29で初出場初優勝の快挙を成し遂げ賞金303万円を獲得した。
1年からバラエティ『ワンダフル』の3代目司会者を務め、先代の原千晶や立河宜子とは異なったクールな司会で注目を集める。翌2002年、4代目司会者となる白石美帆の出演開始後も、約半年間にわたり司会を担当する。
2006年1月25日の『笑っていいとも!』出演時に、「過去にCDを出したが、デビュー曲がオリコンの100位以内に入らずヒットしなかった。歌手としてはうまくなかった」という説明があった。実際は、1994年から1997年の間にシングル9枚とアルバム2枚を出しており、そのうち7枚目のシングル「流れ星」（スピッツの草野マサムネが楽曲提供）は、オリコン初の100位入り最高49位を記録している。
2013年にベイクルーズ傘下のアパレルブランド「Plage」（プラージュ）を立ち上げ、同年3月にインポートウェアを中心としたセレクトショップを東京・代官山にオープン。2018年3月末の退任まで5年にわたり同ブランドのコンセプターを務める。
2013年の出産を境に仕事を控えてきたが、育児が落ち着いた2017年12月、やはりバラエティ番組をやりたいとの思いから、24年半続いていた兄・辺見鑑孝が社長を務め母・辺見マリも所属する辺見プロモーション（キャストコーポレーション業務提携）から、『スーパーJOCKEY』で出会って以来面倒を見てもらったダチョウ倶楽部らが所属する太田プロダクションへ移籍。

### 私生活
2005年10月の日本テレビ系『ダウンタウンDX』での共演で意気投合したお笑いタレントの木村祐一と、11月末の5回目のデートでプロポーズを受け、翌2006年1月9日に婚姻届を提出し結婚。同年4月9日に木村の出身地・京都の京都ブライトンホテルにて挙式した。
2006年1月に木村との結婚を発表。木村の妻という理由で、ロンドンブーツ1号2号の田村淳からキム姉（キムねえ）と呼ばれていた時期がある。なお、芸人仲間では、木村の「5回戦のうちの3回戦目」であると、離婚を前提とした結婚であるというネタにもなった。
2008年4月25日に木村祐一と離婚。婚姻中に木村との不仲説が流れたこともあったが、インタビューの際には報道陣に対して強く否定していた。2011年7月16日に発売したエッセーの中で離婚の真相を赤裸々に明かした。
2010年5月の舞台『罠』での共演を機に交際していた俳優の松田賢二と、2011年3月8日に婚姻届を提出し、2度目の結婚。同年6月8日に東京・明治神宮にて挙式。
2013年1月8日に妊娠5カ月であることを発表。また、実父の西郷と当時の夫である松田らと大変喜んだ。なお、安定期に入るまで関西などの番組を欠席していた。後に父の西郷はマスコミに対して、同年の7月4日に出産予定であると公表する。5月3日に自身のブログにて、歌番組の収録を最後に産休に入ったことを公表する。なお、自身がプロデュースする店については継続するとのことである。6月8日、山王病院の検診、そのまま入院後に体重3054gの第1子となる長女を出産。結果的には出産予定日より早まる形で生まれたが、「産まれた瞬間、我が子を抱っこして、嬉しくて涙が止まりませんでした。こんな素敵な気持ちは初めてです」と幸せな思いをつづっている。なお、夫婦そろってそれぞれのブログに親子三人での写真を掲載しており、西郷にとって初孫である。
2018年2月25日にブログを通じて松田との離婚を発表。辺見自身としては2度目の離婚。

## 人物
- 視力は左右ともに0.03で、普段はコンタクトレンズを使用している。自宅ではメガネをかけることが多い。
- 4歳の時に両親が離婚。母親に引き取られたが、母親から「父親も芸能人で、名前に西の付く、歌を歌っている人」としか教えられていなかった。当時、父親の西郷輝彦は歌手活動よりも時代劇に力を入れていたため、歌手としてブレイクしていた西城秀樹が父親であると思い込み、テレビで西城秀樹を見ると「この人がお父さんか‥」と思っていたという[17]。
- 異母妹の今川宇宙とは二人の父である西郷が2022年2月20日に死去した時に初めて会い、そこから交流を持つようになった[18]。
- 容赦ない毒舌キャラクターである。また、かつては相手の年齢に関わらず人に指をさす癖があった[19]。芸人に対して特に容赦ない物言いが売りの辺見だが、島田紳助だけには頭が上がらなかった。紳助と共演すると毒舌が影を潜め、格段に大人しくなっていた。また、紳助とは電子メールのやり取りをするメル友であったり、紳助の芸能活動自粛の際には連絡をとりあっていた[19]。
- ヴィジュアル系ロックバンドFANATIC◇CRISISのインディーズ時代のアルバムMASKにコーラスで参加している。

## 出演

### テレビドラマ
- 月曜ドラマ・イン（テレビ朝日）
  - いちご白書（1993年1月-3月） - 間宮知子 役
  - 湘南女子寮物語（1993年7月-9月） - 川村由利 役
  - クニさんちの魔女たち（1994年4月-6月） - 松川英子 役
- 憎しみに微笑んで（1993年10月-12月、TBS） - 水原ミカ 役
- 新春ドラマスペシャル「家族ネットワーク」（1994年1月3日、テレビ朝日）
- 金曜エンタテイメント「腕まくり看護婦物語4 慕情編」（1995年9月8日、フジテレビ） - 西脇美和 役
- ふたりの夫を愛した私（1995年、TBS）
- いい日旅立ち 四つの卒業（1996年、関西テレビ）
- 司馬遼太郎の功名が辻（1997年、テレビ朝日） - 小りん 役
- 恋の片道切符（1997年10月-12月、日本テレビ） - 柏村かな子 役
- 土曜ワイド劇場（テレビ朝日）
  - 花吹雪美人スリ三姉妹（1998年6月20日、1999年8月21日、2000年8月19日） - 花吹雪花代 役
  - 眼科医 小室瞳の推理カルテ（2001年9月15日、2002年6月22日） - 水木亜由美 役
  - おかしな刑事8（2011年12月10日） - 三橋早苗 役
- 板橋マダムス（1998年、フジテレビ） - 白雪春奈 役
- ふたりでタンゴを（1999年、NHK総合）
- 貯まる女（2000年、テレビ東京） - 水沢つぐみ 役
- 定年ゴジラ（2000年、NHK-BS） - 山崎の娘 役
- バブル（2001年、NHK総合テレビ） - 熊倉智世 役
- ルーキー!（2001年、関西テレビ） - 美希 役
- 春ランマン（2002年、関西テレビ） - 飯倉倫子 役
- 演技者。（2002年、フジテレビ） - 蝶々 役
- ああ探偵事務所（2004年、テレビ朝日） - 森野泉 役
- アストロ球団（2005年、テレビ朝日） - 女医 役
- ドラマ・コンプレックス 「戦国自衛隊・関ヶ原の戦い」（2006年1月31日・2月7日、日本テレビ） - 直井瑤子(嶋村隊) 役
- がきんちょ～リターン・キッズ～（2006年7月-9月、毎日放送） - 主演・田丸真知 役
- 海峡（2007年11月17日・23日・24日、NHK総合） - 岡田清美 役
- 恋のから騒ぎ ～Love StoriesIV～「声が震える女」（2007年11月30日、日本テレビ）
- 和田アキ子物語（2008年6月20日、フジテレビ） - 薗田あかね 役
- 特上カバチ!! 第4話（2010年2月7日、TBS） - 猪俣蘭子 役 ※友情出演
- 臨場 続章 第1話（2010年4月7日、テレビ朝日） - 戸張玲子 役
- 水戸黄門第42部 第12話「ズバッ怒りの道場破り -篠山-」（2011年1月10日、TBS / C.A.L） - 八重 役
- 警視庁・捜査一課長 新作スペシャルⅡ（2019年7月14日、テレビ朝日） - 羽場衣織 役

### 映画
- 横浜ばっくれ隊 シリーズ（1994年-1995年、パル企画） - 有賀美奈 役
  - 横浜ばっくれ隊 （1994年） 1作目
  - 横浜ばっくれ隊 夏の湘南純愛篇（1994年） 2作目
  - 横浜ばっくれ隊　純情ゴロマキ死闘篇（1995年） 3作目(完結)
- 極妻は15才（1995年、監督：橋本匡弘、セイヨー） - 主演：蘭子 役
- B面の夏（1995年、明治生命オリジナルビデオ映画 、タキ・コーポレーション）
- 釣りバカ日誌12 史上最大の有給休暇（2001年、松竹） - 妙子 役
- 零 ゼロ（2004年、ケイエスエス） - ゆかり 役
- Happyダーツ（2008年、クロックワークス） - 主演：美奈子 役
- ラブコメ（2010年、ショウゲート） - 涼平の元妻役
- アフロ田中（2012年、ショウゲート） - 田中の母 役

### 舞台
- ミュージカル「天使は瞳を閉じて」（2003年）
- ハルシオン・デイズ もうひとつのトランス（2004年）
- 丹下左膳（2004-2005年）
- AGAPE store#10「仮装敵国」（2005年5月28日 - 6月12日）
- TOM PROJECT「夫婦犯罪」（2006年2月3日 - 3月14日）
- 熱海五郎一座「静かなるドンチャン騒ぎ（2006年）
- サムシング・スイート（2007年）
- 羊と兵隊（2008年）
- アトリエ・ダンカンプロデュース「夜は短し歩けよ乙女」（2009年4月）
- バンダラコンチャソロアルバム公演「相思双愛」/「四十回のまばたき」（2009年5月 - 6月）
- 六月燈の三姉妹（2009年）
- CLOSER クローサー（2010年）
- 「罠」(2010年)
- シティボーイズミックスPresents「動かない蟻」（2011年）
- ミュージカル「アニー」（2018年） - ハニガン 役

### Webアニメ
- 働け!吉田くん（2010年 蛙男商会） - 三島 役

### ラジオ
- CRUISIN'KYOTO45 Blue Mermaid（1994年、FM京都）
- きれいになろうよ（1994年、STVラジオ）
- LOVE ALWAYS（1994-1995年、ハマラジ）
- 辺見えみりとBLUE BOYの30分ばとるえりあ（1994-1996年、TBSラジオ）
- 辺見えみり・雨宮塔子 えっ そ～なんだ!?（1996-1997年、TBSラジオ）
- 辺見えみりビートボックス（FM各局）
- スーパーポップスリフレイン（1997-1998年、tokyo-FM）
- TASTY CRUISING（1999年 -2013年、 bayfm）
- 大竹まことゴールデンラジオ!　月曜パートナー（2015年 - 2016年、文化放送）

### 写真集
- EMIRI（1993年、スコラ社） ISBN 4-7962-0130-0
- love me?（1995年、スコラ社） ISBN 4-7962-0344-3
- 単行本　えみりBook-（1996年)(スコラ社)
- 辺見えみり写真集　w/流れ星シングルCD(1996年)(タイガーエンタープライズ)
- 単行本　えみりBook-19の絵日記 （1997年、スコラ社） ISBN 4-7962-0411-3
- Qui-Non （1997年、ワニブックス） ISBN 4-8470-2454-0
- EMIRI GRAPH （1998年、集英社） ISBN 4-08-780260-4
- 月刊 辺見えみり （1999年、新潮社） ISBN 4-10-790057-6
- Big Size （1999年、ワニブックス） ISBN 4-8470-2552-0
- JOURNAL （2002年、ワニブックス） ISBN 4-8470-2687-X
- 絵本　MAMA-ママ- （2002年、アスラン書房） ISBN 4-900656-79-8
- 単行本　えみり製作所 （2007年、幻冬舎） ISBN 4-344-99057-9

### イメージ作品
- VIDEO IDOL スコラ（1997年、スコラ）

### バラエティ・情報番組
過去のレギュラー
- PON!（2015年-2018年、日本テレビ）
- スッキリ!!（日本テレビ）
- アンデュ（中京テレビ）
- あさイチ（NHK総合）
- ぷれサタ!（東海テレビ）
- めざせ!会社の星（NHK教育）
- ハピくるっ!（関西テレビ）
- DAISUKI!（日本テレビ） ※アイキャッチ
- THE夜もヒッパレ（日本テレビ）※不定期出演
- 銀BURA天国（1994年、テレビ東京）
- 魔法のランプ!（1995年、フジテレビ）
- おまかせ!山田商会（1995年、テレビ東京）
- マジカル頭脳パワー!!（1995年12月7日-1998年、日本テレビ）※不定期出演
- 世界の超豪華・珍品料理（1995-1997年、フジテレビ）※不定期出演
- 志村けんのオレがナニしたのヨ?（1995-1996年、フジテレビ）
- スーパーJOCKEY（1995年-1999年、日本テレビ）
- けんちゃんのオーマイゴッド（1996年、フジテレビ）
- ラヴァーズコンチェルト（1996年、テレビ朝日）
- ミュージックパーク（1996-1997年、日本テレビ）
- 完全特捜宣言!あなたに逢いたい!（1996年-1997年、テレビ朝日）
- 所ミッション!GTR（1998年、テレビ朝日）
- 未来ナース伝説（2000年、TBS）
- びっくりハンター～運命の月曜日～（2000年、テレビ朝日）
- ピンクパパラッチ（2000年、日本テレビ）
- オールスター感謝祭（2001年、TBS）
- ワンダフル（2001-2002年、TBS）
- 恋のバカヤロー!（2002年10月-2003年9月、TBS）
- 奇跡の扉 TVのチカラ（2003年、テレビ朝日）
- アンデュ（2004-2009年、中京テレビ）
- モードクラッシュ（2004-2005年、BSジャパン）
- BLOG@GIRLS（2006年7月 - 2007年3月、BS-i）
- MIDTOWN TV金曜えみり・ジェンヌ（2007年7月 - 2008年2月、GyaO）
- MIDTOWN TV火曜えみりの美女☆ラボ（2008年2月 - 7月、GyaO）
- 志村けんのバカ殿様（フジテレビ） - 腰元 役
- ロンドンハーツ（テレビ朝日）
- オーディションGOGO!（2008年11月-2009年3月、GyaO）
- バイキングMORE（2020年-2022年4月、フジテレビ） - 金曜レギュラー

### CM
- アデランス「ヘアサポート」
- アステル九州
- ヤクルト「ミルミル」
- ワープロパソコン学院 アビバ
- ブロックドラッグジャパン「シュミテクト」
- アイシンAW
- 三菱自動車工業（当時のトラック・バス部門）「キャンター」、「ローザ」
- 阪神住建・スパワールド
- ユニ・チャーム「ソフィザイドギャザースーパー」
- サッポロビール「気分爽快生ビール」
- ホクレン「IZAカード」
- PADI「2000年イメージキャラクター」
- 賃貸住宅雑誌「E部屋」（関西地区）
- 味の素「アミノバイタル」
- ワコム「FAVO」
- アシハラ
- ベネゼルホームパーマ
- マイクロダイエット
- KIRIN「スパークリング ホップ」
- アイシン・エイ・ダブリュ（アイシン精機の子会社）（オートマチックトランスミッション、カーナビゲーション）
- ラ・パルレ（エステティックサロン）
- シオノギ製薬「セデス」（2006年）
- LION「BATHTOLOGY」（2008年 - 2009年）
- やずや「熟成やずやの香醋」（2010年 - 2013年）
- 花王「メリット」（2014年）

## CD

### シングル
- TEARS FOR TOMORROW （1994年4月25日 ファンハウス FHDF-1377）
- きれいになろうよ（1994年6月25日 ファンハウス FHDF-1400） - テレビ東京『スーパーマリオクラブ』エンディングテーマ。
- 泣いてるあなたが好きだと思った （1994年10月26日 ファンハウス FHDF-1423）
- 子供を休もう （1995年2月25日 ファンハウス FHDF-1448） - テレビ東京『情報!ソースが決め手』エンディングテーマ。
- いつも…大好き （1995年6月25日 ファンハウス FHDF-1484）
- 愛しあおうよ （1995年12月21日 ファンハウス FHDF-1527）
- 流れ星 （1996年9月21日 ファンハウス FHDF-1577） - 作詞・作曲：草野正宗（スピッツ） オリコン最高49位。日本テレビ系『スーパージョッキー』エンディングテーマ。
- 心の花 （1997年9月3日 ファンハウス FHDF-1651） - 逸見絵実理 名義で作詞。
- 感情 （1997年11月21日 ファンハウス FHDF-1664） - 逸見絵実理 名義で作詞。
- アッチッチサンバ（熱湯兄弟） （1998年8月21日 バップ VPDB-20770） - 上島竜兵とのデュエット曲。

### アルバム
- DEBUTANTE （1994年7月1日 ファンハウス FHCF-2171）
- 流れ星 （1996年11月21日 ファンハウス FHCF-2348）

### 参加
- FANATIC◇CRISIS アルバム「MASK」（1996年1月7日 インディーズ） EMIRI HENMI名義でコーラス参加。同い年の石月努と交流があるため。